# محاصره کاگوشیما
محاصره کاگوشیما (انگلیسی: Siege of Kagoshima) آخرین نبرد در مبارزات تویوتومی هیده‌یوشی برای به دست گرفتن کنترل کیوشو در طی لشکرکشی کیوشو در دوره سنگوکو بود.